# Mpv (mediaspeler)
Mpv (ook; MPV) is een vrij en open source mediaspeler. Het programma is vrijgegeven onder GPL versie 2, met onderdelen vrijgegeven onder GPLv3 en LGPL‍v2.1. Mpv draait op BSD, Linux, macOS en Windows. Het programma is tevens geporteerd naar Android. Mpv is hoofdzakelijk een CLI-programma. Er zijn diverse GUIs voor ontwikkeld.
Mpv werd in 2013 geforkt van mplayer2, wat op zijn beurt een fork is van MPlayer. De aanleiding hiervoor was dat MPlayer compatibiliteit behield met oudere versies en dat de ontwikkeling van mplayer2 traag verliep, wat de ontwikkeling van beide mediaspelers in de weg stond.